# Izraelsko-palestinské střety (květen 2019)
Izraelsko-palestinské střety je série vzájemných ozbrojených úderů vedených mezi IOS a palestinskými odbojovými organizacemi (především Hamásem a Palestinským islámským džihádem) v Pásmu Gazy a na jihu Izraele. Střety začaly 3. května 2019 a byly ukončeny sjednaným příměřím 6. května 2019. Vzájemné útoky byly ze strany izraelské armády vedeny prostřednictvím leteckých úderů a střelby z tanků, ze strany palestinských odbojových skupin prostřednictvím raketového a minometného ostřelování izraelského území. Tyto útoky si vyžádaly na obou stranách mrtvé a zraněné.

## Předehra
V hraničním pásmu mezi Izraelem a Pásmem Gazy a kolem plotu, který Izrael v tomto prostoru vybudoval probíhají od roku 2018 prakticky nepřetržitě protesty palestinského obyvatelstva, které některé palestinské odbojové skupiny využívají k útokům proti hlídkujícím izraelským vojákům. IOS na tyto útoky odpovídá použitím smrtící i nesmrtící síly.

## Časová osa

### Pátek 3. května
Na počátku střetů bylo zranění dvou izraelských vojáků způsobených podle IOS odstřelovačem z Palestinského islámského džihádu v prostoru pohraničního plotu. Izraelská armáda na to odpověděla leteckými údery v Gaze, při kterých zahynuli dva palestinští civilisté a dva příslušníci Hamásu. Hamás následně vydal prohlášení, ve kterém pohrozil odpovědí na izraelskou agresi.

### Sobota 4. května
Během dopoledne zahájily palestinské skupiny ostřelování Izraele raketami. Vypáleno bylo více než 250 raket. Jejich výbuchy způsobily na izraelské straně jedno zranění.
Na raketové útoky odpověděla IOS leteckými údery proti 120 místům v Gaze. Palestinské zdroje oznámily, že údery zabily dva muže a ženu s batoletem. Odpovědnost za smrt ženy s batoletem ale IOS odmítly s tím, že je zabila palestinská raketa. Ve svém prohlášení Palestinský islámský džihád později připustil, že žena a dítě zahynuly vinou předčasného výbuchu vypuštěné rakety.
Během izraelských leteckých útoků byla v Gaze zasažena budova, ve které sídlí zastoupení turecké tiskové agentury Andulo. Podle tvrzení IOS byl útok oprávněný, neboť se v budově nacházejí kanceláře Hamásu a zdržovali se v nich i příslušníci Palestinského islámského džihádu.

### Neděle 5. května
Z oblasti Gazy bylo proti Izraeli vypáleno minimálně 200 raket. Palba byla vedena i z minometů. Výsledkem byli 4 mrtví izraelští civilisté, řada dalších byla zraněna.
Izraelské letectvo podniklo během dne údery proti 210 cílům v Gaze. Během těchto úderů byl zabit jeden z velitelů Hamásu, Hamed Ahmed Abed Chudri, který zajišťoval převod finančních prostředků z Íránu do Gazy. Později během dne zahynuly při izraelských náletech 3 palestinští civilisté včetně těhotné ženy.
Použitím raket s dlouhým doletem proti cílům v Izraeli pokud Izrael neukončí své útoky pohrozily některé palestinské odbojové skupiny. Velení IOS byly k hranicím s Gazou přesunuty brigáda Golani a 7. obrněná brigáda.

### Pondělí 6. května
V 1:30 SELČ vstoupil v platnost příměří dojednané mezi bojujícími stranami egyptskými diplomaty. Zprávu o příměří potvrdily palestinské skupiny, Izrael se oficiálně nevyjádřil, neboť izraelská vláda oficiálně odmítá dohody se skupinami, které považuje za teroristické. Během dne byla ale zrušena veškerá omezení pro civilní obyvatelstvo včetně uzavření škol.

## Hodnocení
Během bojů na izraelské straně zahynuli 4 civilisté, zraněno bylo 138 civilistů a 4 vojáci. Izraelské letectvo zasáhlo celkem 330 cílů, soustřeďovalo se na pozice Hamásu a Palestinského islámského džihádu. Podle tvrzení IOS 86% odpálených raket zničil protiraketový systém Iron Dome
Údaje o ztrátách na palestinské straně se liší. Podle zdrojů je uváděno 21–25 osob, přičemž z tohoto počtu 10–19 bojovníků, zbytek tvoří civilisté. Zraněno bylo 154 osob.
Podle některých tvrzení stojí za rozpoutáním násilí snaha Hamásu donutit Izrael k plnění slibů o zlepšení podmínek v Gaze, ke kterým se zavázal. Obě strany ale nemají zájem na prohlubování konfliktu: v Izraeli se chystají oslavy Dne nezávislosti a blíží se semifinále a finále mezinárodní písňové soutěže Eurovize, které se koná v Izraeli. V Gaze naproti tomu začíná ramadán, muslimské svátky klidu.

## Mezinárodní reakce
- OSN: „... nekonečný cyklus násilí musí skončit. Společným úsilím musíme urychlit realizaci politického řešení krize v Gaze,“ řekl vyslanec OSN pro Blízký východ Nikolaj Mladenov[10] Generální tajemník OSN António Guterres kritizoval útoky na obydlené oblasti.
- EU: Ostřelování Izraele odsoudila šéfka unijní diplomacie Federica Mogheriniová.
- USA: „Izrael stoprocentně podporujeme při obraně jeho občanů…. Pro obyvatele Gazy – tyto teroristické činy proti Izraeli vám nepřinesou nic víc než trápení. Skoncujte s násilím a pracujte na míru,“ napsal na svém twitterovém účtu americký prezident Donald Trump.
- Česko: „Jako upřímný přítel Izraele důrazně odsuzuji teroristické ostřelování této nám tolik blízké země. Nesmíme teď mlčet, ale hlasitě stát na straně Izraele!“ řekl český prezident Miloš Zeman. Slovy Tomáše Petříčka odsoudilo raketové ostřelování Izraele i Ministerstvo zahraničních věcí ČR.[11]
- Turecko: Turecký prezident Recep Tayyip Erdoğan odsoudil letecký útok proti budově, ve které sídlí turecká tisková agentura Andulo. Turecký ministr zahraničí Mevlüt Çavuşoglu označil izraelské útoky za zločin proti lidskosti.[12]
- Írán: Íránské ministerstvo zahraničí odsoudilo divoké útoky sionistického režimu. „Kvůli neomezené americké podpoře tohoto režimu (Izraele) a trapnému tichu některých islámských vlád není sionistickým zločinům na okupovaných územích konec,“ řekl mluvčí MZV Abbás Musáví.